# Anežka Schulzová
Anežka Schulzová (24. března 1868 Praha – 4. listopadu 1905 Praha) byla česká překladatelka, libretistka a kritička. Pro Zdeňka Fibicha vytvořila libreta tří jeho oper.

## Život
Byla dcerou novináře a politika Ferdinanda Schulze (1835–1905) a jeho manželky Karoliny (1842–1907). Byla nejstarší z osmi sourozenců.
Od mládí trpěla křivicí, nedocházela proto do školy a vzdělával ji otec. V letech 1888–1894 byla divadelní zpravodajkou, přispívala do Zlaté Prahy a do Květů. Studovala moderní jazyky, ze kterých překládala; o zahraničních autorech též psala kritické a životopisné studie.
Nejznámější se však stala svými librety k operám Zdeňka Fibicha. Se skladatelem též prožila mimomanželskou lásku a měla vliv na jeho tvorbu.
Zemřela roku 1905 a byla pohřbena na Olšanských hřbitovech.

### Rodina
- Ferdinand Schulz – otec
- Karolína Schulzová, rozená Grégrová – matka, sestra Julia Grégra a Eduarda Grégra
- Ivan Schulz – bratr (překladatel)
- Karel Schulz – synovec (spisovatel)

## Operní libreta
- 1896 Zdeněk Fibich: Hedy : zpěvohra o 4 jednáních[9]
- 1897 Zdeněk Fibich: Šárka[10]
- 1900 Zdeněk Fibich: Pád Arkuna

## Pseudonymy
Své práce zveřejňovala též pod pseudonymy:
- Agnes Schulz
- Carl Ludwig Richter